# Shofirkon
Shofirkon ist eine Stadt der Bezirksebene und Verwaltungszentrum des Shofirkon-Bezirks in der Viloyat Buxoro, Usbekistan.
Sie liegt etwa 40 km nordöstlich von Buxoro.

## Geschichte
Archäologische Funde deuten darauf hin, dass die Siedlung auf dem Gebiet des heutigen Shofirkon bereits im frühen Mittelalter gegründet wurde. Der Legende nach wurde die Stadt von Prinz Schapur I., einem Prinzen des Sassanidenreichs aus dem 3. Jahrhundert n. Chr., gegründet. Schapur I. kam nach einem Streit mit seinem Vater, dem damaligen Herrscher von Persien, nach Buxoro, heiratete die Tochter des Herrschers von Buxoro und erhielt Land im Zarafshan-Tal als Geschenk.
Er jagte oft in diesen Gegenden, die ihm sehr gefielen. Hier wurde ein Kanal namens Shokhpurkon gegraben, und die Festung Vardanzi wurde gebaut, in die Shokhpur mit seinem zahlreichen Gefolge aus Persien umzog. Später wurde die Festung zum Zentrum des Staates. Die Bedeutung von Shofirkon als Regionalzentrum wuchs nach dem Verlust an Bedeutung der alten Stadt Vardonze in den 1860er Jahren.
Im Jahr 1926 wurde Shofirkon das Verwaltungszentrum der Viloyat Buxoro in Usbekistan. Am 7. März 1933 wurde der Beschluss des Präsidiums des Zentralkomitees der Sowjetunion über die Umbenennung des Zentrums des Bauman-Bezirks – des Dorfes Khodja-Arif in das Dorf Bauman – von der Zentralen Exekutive der Usbekischen SSR am 3. November 1932 bestätigt.

## Bevölkerung
In Shofirkon leben Vertreter verschiedener Nationalitäten, darunter Usbeken, Tadschiken, Russen, Turkmenen und andere.
1989 zählte die Stadt 9.594 Einwohner und im Jahr 2016 etwa 14.000.

## Bildung
Die Stadt verfügt über pädagogische, landwirtschaftliche, wirtschaftliche und andere Colleges.